# Герб Байана
Ге́рб Байа́на — офіційний символ містечка Байан, Португалія. Використовується як територіальний герб. У синьому щиті дві золоті оливкові гілки, перев'язані червоною стрічкою. Над ними пурпурне виноградне гроно із золотим листям. Обабіч грона зображені два золотих качани кукурудзи. Внизу щита дві срібні хвилясті смуги. У золотій облямівці вісім синіх веж із золотими вікнами і брамами. Щит увінчує срібна мурована містечкова корона з чотирма вежами.  Під щитом біла стрічка, на якій великими літерами напис португальською: «concelho de Baião» (рада Байана).  Офіційно затверджений 20 січня 1937 року.  

## Галерея

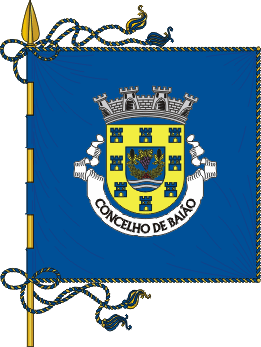
Прапор